# コレラ菌
コレラ菌（コレラきん、学名：Vibrio cholerae）は、ビブリオ属に属するグラム陰性のコンマ型をした桿菌の一種。好アルカリ性で比較的好塩性の細菌である。1854年、イタリア人医師フィリッポ・パチーニ（Filippo Pacini、1812年-1883年）によって発見された後、1884年にロベルト・コッホ（Robert Koch）がこれとは独立にコレラの病原体として発見した。
しばしば誤解されるが、コレラ菌のすべてがコレラの原因ではなく、200種類以上の血清型に分類された中の「コレラ毒素を産生するO1型もしくはO139型のコレラ菌」が、ヒトに感染してコレラの原因になる。
O1型は古典型とエルトール型に分類される。また、これ以外のコレラ菌もヒトに感染して食中毒の原因になる。いずれも主に河川や海などの水中に存在する生きた菌が、その水や付着した魚介類を介してヒトに経口的に感染し、その腸内で増殖して、糞便とともに再び河川等に排出されるという生活環で生息している。

## 歴史
1817年、コレラはインドのガンジス川下流のベンガル地方で大規模な流行を起こした。このときの流行は中国、日本などにまで広がり、最初の世界規模での大流行（第1次コレラパンデミック）になったが、このときはヨーロッパに波及する前に1823年に終息した。しかし1829年に再びインドから発生した第2次パンデミックではヨーロッパに伝播して多くの感染者および死者を出し、「ペストの再来」として恐れられた。当時はまだ医学が十分に発展しておらず、コレラの発生原因が何であるかについてさまざまな説が流れたものの、いずれも推論の域を出なかった。
1852年に始まった第3次パンデミックのとき、イギリスの開業医ジョン・スノウは疫学調査を行い、コレラの病原因子が飲料水に関連した何かであることを明らかにした。一方、イタリアの医師フィリッポ・パチーニは、コレラ患者の糞便に大量の細菌が存在することを見出し、これがコレラの病原菌だと考えてVibrio choleraeと名付け、1854年にイタリアの学術誌に発表した。しかし、この発表はヨーロッパの学者の目に止まらず、また当時はまだ細菌が病原体であるという考えは証明されていなかったため、この発表は以後30年にわたって日の目を見ることはなかった。
1876年、ロベルト・コッホが炭疽の病原体が炭疽菌であることを証明したことによって、細菌が病原体であるという、細菌病原体説が証明された。コッホは、さらに結核菌がヒトの結核の病原体であることを1882年に立証し、ある細菌が特定の病気の原因であることを証明するための原則としてコッホの原則を提唱していた。
このような時代背景の中で、1881年にインドで発生したコレラ（第5次パンデミック）は徐々に広がりを見せ、1883年にはエジプトに到達して流行を起こした。これに対して、ドイツ政府はコッホとガフキーを中心にした調査団を、フランス政府はルイ・パストゥールの弟子にあたるエミール・ルー（Emile Roux）を中心とした調査団を、それぞれアレクサンドリアに派遣して、その原因究明に臨ませた。実験動物を用いてコレラ菌を分離しようとしたフランスの調査団に対し、コッホらは患者の腸管で増殖している菌を観察、分離培養することを試み、コレラ患者の糞便にコレラの原因菌と思われるコンマ型をした細菌の存在を見出した。なおフランス側の手法は成果なく終わったが、これは後に判ったことであるが、コレラ菌はヒト以外のほとんどの動物ではコレラを起こさないためであった。
エジプトでの流行が終息した後、コッホらはインドのカルカッタに赴きさらに調査を続けた。その結果、カルカッタのコレラ患者の糞便や死者の腸管からも、コッホがアレクサンドリアで見つけたものと同じ細菌が存在し、一方コレラ以外で死んだ死者の腸管にはこの菌が存在しないことを見出した。そこでコッホはこの細菌こそがコレラの原因菌であると考え、その形態からコンマ状桿菌(Kommabazillus)と呼んだ。コレラ菌は、ヒト以外の実験動物にはコレラを起こさなかったため、コッホの原則のすべてを満足しなかったものの、コッホは本菌がコレラの原因であると結論し、1884年にドイツ政府に報告した。このことによってコッホはコレラ菌の発見者として広く認知され、コレラ菌にはVibrio commaという学名が与えられたが、後にパチーニの業績が見直され、コッホが発見した菌が既に30年前に発見されていたものと同じであることが明らかになり、分類学上の取り決めに従って、先に名付けられたV. choleraeが優先され、正式な学名になった。
このコッホの発見に対して、マックス・フォン・ペッテンコーファーなど細菌病原体説を支持しない立場の研究者が反論し、コレラ菌を自ら飲む自飲実験による検証を行った。一連の実験結果は十分な再現性を示さなかったものの、最終的にはコレラ菌がコレラの病原菌であることは、多くの科学者や医者に認められることとなった。
その後、コレラ菌について生化学的、血清学的な研究が進められ、実際にコレラを起こすのは、コレラ菌に分類される菌の一部であることが判明した。流行の原因になったコレラ菌はいずれもコレラ毒素を産生するという特徴を持っており、いずれも血清学上でO1と呼ばれるグループに属するものであったため、コレラ菌は、コレラを起こすO1コレラ菌と、コレラを起こさない非O1コレラ菌（NAGビブリオとも呼ばれる）の2つに大別して考えられるようになった。しかしさらにその後、この考えを単純にあてはめることができない事例が複数発生し、コレラ菌に対する考え方はある種の混乱を含んだまま、変遷を遂げている。
1961年にインドで発生して第7次パンデミックを起こしたコレラ菌は、溶血性を持つなどの点で従来のものと異なる生物学的特徴を示した。そこで、従来のO1コレラ菌を古典型あるいはアジア型、新しく流行したタイプのO1コレラ菌をエルトール型（この菌は1905年にエジプトのエルトール、El-Tor）で最初に発見されていた）として、異なる生物的特徴を示す型（生物型、biovar）として区別することになった。このエルトール型による大流行は2005年現在も継続中である。
さらに、これまですべてがコレラ毒素を産生すると考えられていたO1コレラ菌の中に、わずかではあるがコレラ毒素を産生しないものがいることが明らかになり、このような菌による感染症はコレラとして扱われないこととされた。
第7次パンデミックと並行して、インドを中心に大流行を起こしているのとは別の株による地域的流行が散発しているが、その中で1992年にマドラスで発生したコレラの原因菌が、従来のO1コレラ菌ではなくO139に属するものであることが明らかになった。このO139はコレラ毒素を産生していることが明らかになり、コレラの原因菌として扱われることになった。
このような経緯から、現在、コレラの原因になるものは「コレラ毒素を産生するO1型またはO139型のコレラ菌」であると考えられている。O1型の大部分と、O139型のごく一部がこれに該当する。

## 細菌学的特徴と分類
コレラ菌は、ビブリオ科ビブリオ属に属するグラム陰性菌である。大きさは0.3×2µm程度で、湾曲したコンマ状桿菌の形態を示す。これは、本来ヘリコバクター・ピロリなどと同様にらせん状に伸長する形態が、その回転数が0.5-1回程度であるためにコンマ状に見えるものであると考えられ、このため、らせん菌の一種として分類される場合もある。
ビブリオ科の細菌の特徴として、腸内細菌科と同様、通性嫌気性でブドウ糖を発酵するグラム陰性菌であるが、菌体の一端に1本の鞭毛（極鞭毛）を持つ点で腸内細菌科とは区別される。この極鞭毛によって水中で活発に運動する。Vibrioという属名は、この運動性にちなんでラテン語のvibro（英語の vibration: 振動）から名付けられた。ショ糖を分解する性質や、タンパク質の分解性に基づく「コレラ赤反応」と呼ばれる生化学試験などから、他のビブリオ属の細菌と鑑別される。増殖可能なpHは6-10であるが特にアルカリ性の環境を好む。他の海産性ビブリオと異なり塩化ナトリウムが存在しなくても増殖は可能であるが、0.5%の塩化ナトリウム濃度が増殖に至適の条件である。コレラ菌は比較的抵抗力の弱い菌であり、酸や乾燥、日光、高温に弱く、容易に不活化する。
コレラ菌は、その細胞壁にある外膜のリポ多糖の抗原性（O抗原）によって、2005年現在205種類に分類されている。また鞭毛にも抗原性（H抗原）があるが、H抗原には1つの型しか存在しない。このためコレラ菌はその血清型によって「O1（型）コレラ菌、O2コレラ菌…」と区分される。1991年までは、コレラの原因になるものはO1型だけであったため、これをO1コレラ菌、それ以外（O2以降）を非O1コレラ菌と呼び、前者のみがコレラの原因になるものとして区別されてきた。
O1型については、さらに吸収抗血清によって小川型(Ogawa, AB型)、稲葉型(Inaba, AC型)、彦島型(Hikojima, ABC型)という亜型に分類されている。また生物学的特徴の違いから、古典型（アジア型）とエルトール型という2つの生物型(biovar)に分類されている。エルトール型は当初、溶血性のコレラ菌として分離され、その他にも薬剤感受性や生化学的な特徴で古典型と区別された（なお、溶血性については、その後変異して非溶血性のエルトール型が主流になった）。古典型は後者に比べて毒性が強く典型的な水様性下痢を起こし感染力が高いが、自然界での残存性は比較的悪い。これに対して後者は一般に病原性は前者より低いが、自然界での抵抗性が高く、長期間生残するため流行が長期化しやすいといわれる。
非O1コレラ菌については、O1型と反応する血清と反応しない（抗O1血清に非凝集性）であったことからNAGビブリオ（ナグビブリオ・非凝集性ビブリオ、non-agglutible vibrio）と呼ばれたことがあった。この名称は、これらの菌もO1以外のそれぞれの血清に対しては凝集性であるため適切な分類名ではないという批判からあまり用いられなくなったが、食品衛生の分野など、一部では未だにこの呼び方をする場合がある。
このO1型と非O1型に分類する考えは、1992年にコレラ毒素産生O139型コレラ菌が発生したことによって見直しを迫られているが、分類名称としては未だによく使用されている。
コレラ菌は自然界ではもっぱらヒトの腸内だけで増殖するため、水中などの環境や食品内ではほとんど分裂増殖を行わない。このような環境で、コレラ菌は数日から数週間程度生残可能である（水中なら1日、海水では〜3週間、食品中では室温で1-2日、冷蔵で1週間程度）が、これは細菌が自然環境で生残する期間としては短い部類に属する。ただし、コレラ菌はこのような生存に適さない環境下では、そのストレスによってバイオフィルムを形成する菌に変化（相変異）して、バイオフィルム中で長期の生存を図っていると考えられている。特にエルトール型O1コレラ菌は、古典型に比べてバイオフィルムを形成しやすく、このことがエルトール型による流行が長期化する理由の1つだと考えられている。また、コレラ菌は環境が悪化するとVNCと呼ばれる状態に変化することも知られており、環境中で一見不活化したようにみえてもVNC状態に移行しただけで、何らかの原因によってそこから「蘇生」することがわかっている。これらのことがコレラ流行が終息して患者がいなくなった数年後でも、また再びコレラが流行を起こす理由に関与していると考えられている。
コレラ菌には大小2本の染色体が存在する。これは細菌の中ではビブリオ属だけに見られる例外的な特徴である。以前はすべての細菌について染色体数は1つだと考えられていたが、同じビブリオ属の腸炎ビブリオが2本の染色体を持つことが最初に発見され、その後コレラ菌も同様であることが明らかになった。コレラ菌の生存や病原性に関与する遺伝子の多くは大きな染色体に存在しており、小さな染色体には機能や由来が判明していない遺伝子が多く含まれている。

### コレラ毒素
コレラ菌のうち、コレラの原因になるものはすべてコレラ毒素（コレラトキシン、コレラエンテロトキシン）と呼ばれる毒素を産生する。O1コレラ菌の大部分と、O139コレラ菌の一部がこれに該当し、これらの菌がヒトの腸管内で作り出すコレラ毒素が、直接の病原因子として腸管に作用し（腸管毒、エンテロトキシン）、下痢や脱水症状などコレラ特有の症状を引き起こす。
コレラ毒素は、毒素産生型コレラ菌が産生して菌体外に分泌するタンパク質性の外毒素である。毒素としての活性を持つAサブユニット（Activeサブユニット）1個と、細胞との結合活性を持つBサブユニット（Bindingサブユニット）5個から構成される、A1B5型と呼ばれる毒素タンパク質である。Aサブユニットは、細胞内でA1とA2という2つのサブユニットにさらに分解され、実際に毒素活性を示すのはA1サブユニットの方である。小腸の上皮細胞に作用して、そのイオンチャネルを活性化し、水と電解質の放出を促進する。これによって米のとぎ汁のような、白い水様の下痢を起こし、脱水症状と電解質代謝異常によるアシドーシスを起こす。
腸管で増殖したコレラ菌によって産生されたコレラ毒素は、5つのBサブユニットによって、小腸上皮細胞の細胞膜表面にあるGM1というガングリオシドに結合する。そしてエンドサイトーシスによって細胞内に取り込まれたあと、逆行輸送と呼ばれるエンドソームから小胞体やゴルジ体に物質を輸送する経路によって、いったん小胞体に運ばれる。そこから今度は順方向に、ゴルジ体、分泌顆粒と輸送される過程で、Aサブユニットが切断されて、毒素活性本体であるA1サブユニットが細胞質に遊離する。
A1サブユニットは、細胞内のNADをニコチンアミドとADPリボースに分解し、そのADPリボースをGタンパク質の一種である、受容体活性化Gsタンパク質に結合させる働きを持つ。ADPリボースが結合した（ADPリボシル化した）Gsタンパク質では、GTPからGDPへの分解が抑制されて、常に活性化された状態になり、その結果、このGsタンパク質と結合しているアデニル酸シクラーゼがいつまでも活性化されつづけ、この酵素の働きによって細胞内のcAMPの濃度が上昇したままの状態になる。小腸上皮細胞内のcAMP濃度の上昇は、細胞のイオンチャネルを開放して、細胞内から水と電解質が漏出しつづける。

## 発光性
淡水産のヌマエビなどが生物発光するホタルエビというのは、発光細菌がエビに感染し、エビが死ぬまでの間に発光するものであるが、その原因菌が本種であるとされている。詳細は該当の記事を参照のこと。